# スーパーロボット大戦A
『スーパーロボット大戦A』（スーパーロボットたいせんエー）は、2001年9月21日にバンプレストから発売されたシミュレーションRPG。

## 概要
SDにデフォルメされたロボットたちが競演するクロスオーバー作品「スーパーロボット大戦シリーズ」の一つ。タイトルの「A」はスーパーロボット大戦シリーズの「ゲームボーイアドバンスでの1作目」という意味。ゲームボーイアドバンスの若年層ユーザーを意識して80〜90年代の作品が採用されており、「親子で楽しめるスパロボ」を目指して作られた。全39話/全58ステージ。
本作のキャッチフレーズは「極めて近く、限りなく遠い世界」。ストーリーはパラレルワールドを題材としている。

### 移植版
2006年には、iモードコンテンツ配信サイト『スーパーロボット大戦i』（スーパーロボットたいせんアイ）にてFOMA90xi用のiアプリ版が配信された。アプリは「スーパーロボット大戦Aアプリ」、「SRWA MAPアプリ」、「SRWA BATTLEアプリ」の3つで構成されている。

### リメイク版
PlayStation Portable用ソフトとして、リメイク作品である『スーパーロボット大戦A PORTABLE』（スーパーロボットたいせんエー ポータブル）が2008年6月19日に発売された（以下PSP版）。
最新のシステムが採用されたほか、ユニット・パイロットの能力値の見直しなども行われた。シナリオ面でも一部変更がある。一部作品はBGMがゲームボーイアドバンス版と異なる物に差し替えられた。顔グラフィックは画面の解像度が上がったことでより鮮明となったほか、一部のキャラクターは新たに描き下ろされた。また、UMDの大容量を活かしボイスが導入された。本作で初めて音声が付いたキャラクターもいるほか、『機動戦士Ζガンダム』の声優は劇場版のキャストを起用している。

## あらすじ
パラレルワールドに存在する、別の地球よりの侵略者「シャドウミラー」。その尖兵として送り込まれた主人公は、正体を隠して地球防衛戦力の要である「ロンド・ベル隊」に潜入する。だが彼らと共に戦い続けるうちに、その心は次第に揺らぎ始める。

## 参戦作品

### 一覧
★マークはシリーズ初参戦作品。☆マークは携帯機初参戦作品。
- ★機動戦艦ナデシコ
- 機動戦士ガンダム
- 機動戦士ガンダム 第08MS小隊
- 機動戦士ガンダム0083 STARDUST MEMORY
- 機動戦士Ζガンダム
- 機動戦士ガンダムΖΖ
- 機動戦士ガンダム 逆襲のシャア
- 機動武闘伝Gガンダム
- 新機動戦記ガンダムW Endless Waltz
- 無敵鋼人ダイターン3
- 無敵超人ザンボット3
- ★機甲戦記ドラグナー
- マジンガーZ
- グレートマジンガー
- UFOロボ グレンダイザー
- ゲッターロボ
- ゲッターロボG
- 真・ゲッターロボ（原作漫画版）
- 超電磁ロボ コン・バトラーV
- ☆超電磁マシーン ボルテスV
- 闘将ダイモス
- バンプレストオリジナル

### 解説
初参戦作品は『機動戦艦ナデシコ』と『機甲戦記ドラグナー』の2作品。若年層のファンを意識して、1980年代の作品を多めにキャスティングしている。
なお、『スーパーロボット大戦A PORTABLE』発売時には、発売元がバンプレストからバンダイナムコゲームス（バンプレストレーベル）へと移管されていたため、シリーズオリジナル作品を『バンプレストオリジナル』と表記することはなくなっていたが、同作ではこの名義を再び使用している。

### パッケージ登場機体
ゲームボーイアドバンス版
- エステバリス（機動戦艦ナデシコ）
- シャイニングガンダム（機動武闘伝Gガンダム）
- ドラグナー1型（機甲戦記ドラグナー）
- グレンダイザー（UFOロボ グレンダイザー）
- ダイモス（闘将ダイモス）

PlayStation Portable版
- マジンガーZ（マジンガーZ）
- ボルテスV（超電磁マシーン ボルテスV）
- サンボット3（無敵超人ザンボット3）
- コン・バトラーV（超電磁ロボ コン・バトラーV）
- νガンダム（機動戦士ガンダム 逆襲のシャア）
- エステバリス0Gアキト（機動戦艦ナデシコ）
- ダイターン3（無敵鋼人ダイターン3）
- ドラグナー1型（機甲戦記ドラグナー）
- ゴッドガンダム（機動武闘伝Gガンダム）
- 真・ゲッター1（真ゲッターロボ〈原作漫画版〉）
- ダイモス（闘将ダイモス）

## オリジナルキャラクター

### 主人公
主人公はアクセル・アルマー（男主人公）とラミア・ラヴレス（女主人公）の2名。どちらか一方を選び、選ばなかった方はライバルとして敵対関係になる。機体はスーパー系、リアル系合わせ全5機（スーパー系にはそれぞれ男女どちらかしか乗ることができない機体があるため、実質4機）から1機を選択する。
シナリオの内容は男女共ほぼ同じ（一部で男or女、スーパー系orリアル系かで分岐あり）だが、最終話を除き全シナリオで男は和文中心、女は英文中心のサブタイトルが用意されている。一部は、和文タイトルが英文タイトルの和訳だったり（男:「静寂の声」・女:「サイレント・ヴォイス」など）、タイトルの文章が繋がる（男:「我が心、明鏡止水」・女:「されどこの掌は烈火のごとく」）場合がある。
- アクセル・アルマー（男主人公）
- ラミア・ラヴレス（女主人公）

#### 主人公用機体
スーパー系
- ソウルゲイン（男主人公専用機）
- アンジュルグ（女主人公専用機）
- ヴァイサーガ（男女兼用機）

リアル系
- アシュセイヴァー（男女兼用機）
- ラーズアングリフ（男女兼用機）

### シャドウミラー
- ヴィンデル・マウザー
- レモン・ブロウニング
- シャドウミラー兵

#### シャドウミラー隊使用機体
- ツヴァイザーゲイン（ヴィンデル機）
- ヴァイスセイヴァー（レモン機・PSP版のみ）
- ゲシュペンストMk-II（シャドウミラー兵）
- ソウルゲイン、アンジュルグ、ヴァイサーガ、アシュセイヴァー、ラーズアングリフ（主人公が選択した機体を除く。ライバル、シャドウミラー兵、GBA版でレモンらが搭乗）

## システム
ここでは、本作特有のシステムや新規追加・変更されたシステムについて解説する。シリーズ共通のシステムについてはスーパーロボット大戦シリーズのシステムを参照。
GBA版では「戦闘スキップ」や「どこでもセーブ」などのシステムは搭載されていない（iアプリ版やPSP版には搭載されている）。
シールド耐久値
今作で新しく設定された数値。被弾時に自動で発動し、シールド耐久値の分だけユニットのHPを肩代わりするシステム。シールド耐久値はENゲージの下にSHゲージとして表示されており、修理では回復できず、補給もしくは戦艦に搭載することで回復する。また、改造で数値を上げることが可能。このシステムのため「シールド防御」技能は無くなった。
信頼度
各パイロットの間に設定された隠しパラメーター。隣接して攻撃したり、サポートアクション（援護行動）や合体攻撃を行うことで増えてゆく。信頼度が高いパイロット同士だと、隣接した際に命中・回避率に補正がかかるほか、サポートアクションの順位や、ダメージの増減・サポート回数も信頼度によって決定される。そのため、本作には特殊技能「援護」が無く、サポートレベルはクイック表示でのみ確認できる。
サポートアタック（援護攻撃）の際にかかる補正は100%からとなっており、信頼度が高いと通常攻撃よりもサポートアタックのほうが強くなる。サポートガード（援護防御）も同様に補正が50% - 25%となっており、普通に防御を選択した際よりサポートガードのほうがダメージが低くなる。なお、敵のサポートガードの補正は100%で、ダメージは普通に攻撃したときと変わらない。
サポートユニットとサポートアタックに使用する武器の自動決定は以降のシリーズでは廃止となり、プレイヤーが援護に関する設定を自分で行えるようになった。
技能ポイント
武器を使用すると経験値とは別に加算されていき、このポイントが一定値になると射撃・格闘の数値がレベルアップとは別に上がっていく。
武器の種類によって格闘武器の技能ポイントもしくは射撃武器の技能ポイントが入る。射撃系ユニットのパイロットは射撃値が、格闘系ユニットのパイロットは格闘値がそれぞれ上昇しやすい。敵に命中させればポイントが入り、撃墜すればより多くのポイントが入手できるようになっている。
なお、技能ポイントは取扱説明書に記載されているが隠しパラメータ扱いのため、ステータス画面から確認することはできない。
ゲッターロボ系ユニットの運用
他のシリーズではゲッターロボ→ゲッターロボG→真・ゲッターロボ、のように上位機種が登場すると下位機種と入れ替えとなるが、本作では離脱せずに下位機種が一人乗りに改造され、早乙女ミチルなどのキャラクターが乗り換え可能になる。
なお、改造値は上位機種でなく一人乗りへと引き継がれ、変形・オープンゲットは不可能になる。
全滅プレイ
他のシリーズではゲームオーバーになると強制的にインターミッションに戻されるが、GBA版のスパロボAはタイトル画面へ戻される。しかし、一度もコンティニュー（中断）セーブしなかった場合に限り、それまで獲得した経験値・資金・総ターン数を引き継いでインターミッションに戻る（撃墜数・獲得した強化パーツは引き継がれない）。

### 原作設定を再現したシステム
本作で新登場となる『機動戦艦ナデシコ』のユニットが持っている特殊な能力を再現したシステム。
重力波ビーム
ナデシコとエステバリスの能力。ユニット能力欄には表示されないが、ナデシコを選択した際に表示される黄色のマスが重力波ビームの圏内となっており、この圏内にいる限りエステバリスはENがターン開始時に最大まで回復する。
ディストーションフィールド/グラビティブラスト
ナデシコ登場に伴い追加された新たな武器属性と、それに対応するバリア。
ディストーションフィールドはグラビティブラスト・ビーム兵器に対し防御能力を持っており、通常攻撃のダメージも軽減することができる。ただし、強力なグラビティブラストやビーム兵器は貫通する。軽減度合いは作品によってまちまちであるが、本作では通常攻撃に対してはダメージ半減という強力な防御能力となっている。

### PSP版の新システム
当時の最新システムに加え、以下のシステムが導入された。
連続ターゲット補正
同一フェイズ内で、同じユニットが連続して攻撃を避けた場合、回避率が（避けた回数×15%）ずつ下がるシステム。攻撃が当たるか、フェイズ終了で補正はリセットされる。これにより運動性の高いユニットでの囮が難しくなった一方で、手数さえ増やせば回避率が高い敵にも命中させやすくなった。
乱数保存
今までの作品では、敵からの被弾や味方の攻撃がミスした場合、リセットし再びやり直してプレイすれば違う結果が得られていたが、今作では回避、命中、切り払い、クリティカルの確率が保存され、無効になった。ただし攻撃するユニットの順番を変えるなど、リセット前と別の行動をとると結果は変化する。
修理費ゼロ
修理費の概念がなくなり、味方ユニットが撃墜されても費用がかからなくなった。
シールド防御システム
「シールド耐久値」が廃止となり、それに代わり従来同様、パイロットのレベルに合わせて発動する「シールド防御」のシステムが採用された。プロデューサーの寺田曰く、「理不尽なシステムなので廃止にした」とのこと。

## スタッフ

### GBA版スタッフ
プロデューサー
森住惣一郎、寺田貴信、じっぱひとからげ
ディレクター
赤羽仁
シナリオ
森住惣一郎
オリジナルキャラクターデザイン
河野さち子
オリジナルロボットデザイン
藤井大誠、斉藤和衛
演出原画
金田浩之、斉藤和衛
サウンド
十一谷明広、落合貴子

### PSP版スタッフ
プロデューサー
寺田貴信、じっぱひとからげ
ディレクター
早浚真澄、岡田英樹
オリジナルメカニックデザイン
藤井大誠、斉藤和衛
オリジナルキャラクターデザイン
河野さち子
脚本
森住惣一郎
グラフィック監督
宝木金太郎、岸田輝哉
戦闘カットイングラフィック
糸井美帆、太田太河、岸田輝哉
ロボット原画
太田太河
サウンド/SE
湯村渉、岡田さとる、若林篤、松澤孝治、官永津、寺杣晶
音響監督
溝口綾

## プロモーション

### CM
GBA版のナレーションは、今作で初参戦した『機動戦艦ナデシコ』のホシノ・ルリ役の南央美と、別種として小原乃梨子が担当した2種がある。
PSP版のCMナレーションは、ルリと同じく『機動戦艦ナデシコ』よりスバル・リョーコ役の横山智佐が担当している。

### PVソング
PSP版のPVソングは本作のメインテーマである「極めて近く、限りなく遠い世界に」に、新しく歌詞をつけたもの。

### 購入特典
PSP版の予約特典は、小冊子「スーパーロボット大戦A ポータブル 公式熱血指南書」。ゲーム序盤の攻略情報や登場ロボット紹介、スタッフインタビューが収録されている。

## 関連商品

### 攻略本
- スーパーロボット大戦A 完全攻略ガイド ISBN 9784840219150
- スーパーロボット大戦A パーフェクトガイド ISBN 9784797318098
- ゲームボーイアドバンス必勝法スペシャル スーパーロボット大戦A  ISBN 9784766939712
- スーパーロボット大戦A Hyper Combination Plan 最強合体伝導書 ISBN 9784087791341
- スーパーロボット大戦A 必勝戦術講義 ISBN 9784063393910
- スーパーロボット大戦A パーフェクトバイブル ISBN 9784757706446
- スーパーロボット大戦A PORTABLE ザ・コンプリートガイド ISBN 9784048671965
- スーパーロボット大戦A PORTABLE パーフェクトバイブル ISBN 9784757743670
- スーパーロボット大戦A PORTABLE パーフェクトガイド ISBN 9784797348910

### コミック
スーパーロボット大戦A 4コマギャグバトル
2002年1月10日初版、光文社、火の玉ゲームコミックシリーズ。ISBN 9784334805494
複数作家による二次創作4コマ漫画。
スーパーロボット大戦A 4コマギャグバトル 超激愛編
2002年4月10日初版、光文社、火の玉ゲームコミックシリーズ。ISBN 9784334805555
複数作家による二次創作4コマ漫画。
スーパーロボット大戦A コミックアンソロジー
2002年2月10日初版、光文社、火の玉ゲームコミックシリーズ。ISBN 9784334805500
複数作家による二次創作短編漫画。
スーパーロボット大戦A コミックアンソロジー 激闘のレクイエム
2002年5月10日初版、光文社、火の玉ゲームコミックシリーズ。ISBN 9784334805579
複数作家による二次創作短編漫画。
スーパーロボット大戦A 4コマKINGS
2002年1月1日初版、一迅社、DNAメディアコミックス。ISBN 9784758000222
複数作家による二次創作4コマ漫画。
スーパーロボット大戦A 4コマKINGS Vol.2
2002年4月1日初版、一迅社、DNAメディアコミックス。ISBN 9784758000314
複数作家による二次創作4コマ漫画。
スーパーロボット大戦A コミックアンソロジー
2002年3月15日初版、一迅社、DNAメディアコミックス。ISBN 9784758000284
複数作家による二次創作短編漫画。
スーパーロボット大戦A アンソロジー
2002年12月28日初版、双葉社、アクションコミックス。ISBN 9784575938081
複数作家による二次創作短編漫画。スーパーロボットマガジンVol.4掲載のアンソロジーに書き下ろしを追加して単行本化したもの。